# Christmas Carol, The Movie
Christmas Carol: The Movie (en Latinoamérica Un cuento de Navidad, y en España la película Cuento de Navidad de Charles Dickens) es una película de animación británica basada en el clásico cuento de Charles Dickens. Dirigida por Jimmy T. Murakami, la película cuenta con las voces de numerosos actores entre los que se encuentran Simon Callow, Kate Winslet (quien también canta el tema principal del film What If), y Nicolas Cage. La música y canciones fueron escritas, compuestas y arregladas por Julian Nott.

## Argumento
En 1867, Charles Dickens llega a un teatro de Boston una noche de nieve para contar la historia de "Un cuento de Navidad".
En el Londres victoriano, en una víspera de Navidad, la alegría no es compartida por un rico prestamista llamado Ebenezer Scrooge. Scrooge, en su camino de regreso al trabajo desde Exchange, ordena a un criminal llamado Old Joe que arreste a sus clientes endeudados, incluido el Dr. Lambert, quien, junto con varios otros clientes, está encerrado en una prisión para deudores. El colega de Scrooge, el Sr. Leech, le informa a Belle, una enfermera de mediana edad y antiguo amor de Scrooge, que las deudas ahora se han transferido a Scrooge. Belle va a la oficina de Scrooge, solo para que él esté de viaje de negocios. Belle le da una carta al empleado de Scrooge. Bob Cratchit, antes de irse a visitar al Dr. Lambert en prisión.
Esa noche, Scrooge se niega a cenar con su sobrino Fred y deliberadamente vierte un balde de agua fría sobre el hijo menor de Bob, Tiny Tim, quien solo fue dado de alta del hospital por el Dr. Lambert, y contrae neumonía. Después de que Bob se va a casa, Scrooge es perseguido por el fantasma de su difunto socio comercial, Jacob Marley, quien carga una cadena como castigo por su egoísmo cuando estaba vivo. Él advierte a Scrooge que será visitado por tres espíritus y que el primero llamará a la una de la mañana. A pesar de esto, Scrooge continúa con sus formas egoístas al negarse a donar dinero a dos hombres de negocios, admitiendo que apoya a las prisiones y asilos, e incluso afirma que los pobres deberían morir para "disminuir la población excedente".
Cuando Scrooge se acuesta, se encuentra con el Fantasma de las Navidades Pasadas, que lo transporta a su juventud. Scrooge es testigo de cuando su padre, James Emanuel Scrooge, lo mantenía en la escuela incluso durante las vacaciones, hasta que su hermana Fan vino a buscarlo, alegando que su padre había cambiado y también le presenta a Belle. Sin embargo el padre de Scrooge aún lo desprecia y lo envía a Fezziwig's como aprendiz. Scrooge luego es testigo de cuan feliz era trabajando para Fezziwig, quien lo trató como a un hijo, antes de que Scrooge y el espíritu sean testigos de una fiesta de Navidad que incluye a Fan, su esposo Fredrick y Belle. Sin embargo, el joven Scrooge, después de que su difunto padre le dejara la herencia, muestra su lado codicioso, mientras que se supone que Fan, que está embarazada de Fred, se ve empujada a la pobreza ya que su padre la repudió porque no aprobaba su matrimonio y murió después del nacimiento de Fred. Scrooge luego ve la época cuando estaba comprometido con Belle, quien lo dejó debido a los cambios negativos en su personalidad.
El siguiente espíritu, el Fantasma de la Navidad Presente, le muestra a Scrooge cómo otros celebran la Navidad, incluidos Fred y los Cratchit. Tiny Tim, que sufre de neumonía, preocupa a Scrooge, pero el espíritu le dice sarcásticamente a Scrooge que está mejor muerto y usa los comentarios desagradables anteriores de Scrooge sobre el exceso de población.
El espíritu final, el Fantasma de las Navidades Futuras, le muestra a Scrooge lo que sucederá en el futuro si no se arrepiente: Tim muere con su familia de luto por él y un hombre muerto al que roban y hablan negativamente es el propio Scrooge después de ver su 'tumba'. El fantasma de Marley lo devuelve al presente, donde Scrooge al principio no cambia, pero luego de ver sus 'cadenas' a través de un espejo, rápidamente se arrepiente y contrata a un niño para que compre y entregue anónimamente un ganso a los Cratchit. Scrooge se convierte en un hombre más amable y es alabado por los fantasmas del pasado y el presente; sin embargo, se siente culpable cuando el hospital infantil en el que trabajan Belle y el Dr. Lambert desaloja a sus pacientes infantiles debido a su maldad anterior, lo que lo lleva a despedir al viejo Joe. Scrooge se enfrenta a Belle y le promete que compensará sus pecados  tras lo cual se reúnen como pareja.
Al día siguiente, Scrooge promueve a Bob para que se convierta en su nuevo compañero, reemplazando a Marley y promete ayudar a su familia, además de darle un aumento y convertirse en padrino de Tiny Tim.

## Reparto
| Personajes               | Actores Originales Reino Unido | Actores de Doblaje México | Actores de Doblaje España |
| ------------------------ | ------------------------------ | ------------------------- | ------------------------- |
| Belle                    | Kate Winslet                   | Por confirmar             | Silvia Vilarrasa          |
| Bob Cratchit             | Rhys Ifans                     | Jesús Barrero             | Juan Muñoz                |
| Charles Dickens          | Simón Callow                   | Alfonso Ramírez           | Jesús Ferrer              |
| Ebenezer Scrooge         | Simón Callow                   | Alfonso Ramírez           | Jesús Ferrer              |
| Dr. Lambert              | Arthur Cox                     | -                         | Alberto Trifol            |
| Ebenezer Scrooge (Joven) | -                              | -                         | Claudi Domingo            |
| Emily Cratchit           | Juliet Stevenson               | -                         | Carmen Alarcón            |
| Fan                      | Beth Winslet                   | -                         | Esther Solans             |
| Fred Honeywell Scrooge   | Iain Jones                     | -                         | Xavier Fernández          |
| Jacob Marley             | Nicolas Cage                   | -                         | Constantino Romero        |
| Old Joe                  | Robert Llewellyn               | Armando Réndiz            | Josep María Ullod         |
| Sr. Leach                | Keith Wickham                  | Roberto Mendiola          | Juan Miguel Díez          |